# Centaur (lettertype)
Centaur is een schreeflettertype oorspronkelijk ontworpen als titelkapitalen door Bruce Rogers in 1914 voor het Metropolitan Museum of Art.
Het is gebaseerd op enkele renaissance-modellen.
Rogers' eerste invloed voor de romein was Nicholas Jensons Laertis uit 1475, die wordt beschouwd als basis voor het romeinse alfabet.
Centaur vertoont ook invloeden van lettertypes die gesneden werden door Francesco Griffo uit 1495 voor een klein boekje met de titel De Aetna geschreven door Pietro Bembo. Het lettertype Bembo uit 1929 is hieruit voortgekomen.
Rogers voegde later de romeinse kleine letters toe, en de cursief werd verleend aan chancery-letter van Ludovico degli Arrighi uit 1520 en getekend door Frederic Warde.
Het werd het lettertype in 1929 voor algemeen gebruik uitgegeven door de Monotype Corporation als de Centaur, series 252.
De originele lettergieterij matrijzen voor de kapitalen berusten nu bij: Melbert B. Cary Jr. Graphics Arts Collection in het Rochester Institute of Technology, in New York, USA.